# Tourreilles (Aude)
Tourreilles – miejscowość i gmina we Francji, w regionie Oksytania, w departamencie Aude.
Według danych na rok 1990 gminę zamieszkiwało 98 osób, a gęstość zaludnienia wynosiła 16 osób/km² (wśród 1545 gmin Langwedocji-Roussillon Tourreilles plasuje się na 804. miejscu pod względem liczby ludności, natomiast pod względem powierzchni na miejscu 959.).